# レッド・アイ
レッド・アイ (red eye) とは、ビールとトマトジュースでつくるカクテル。

## 概要
ビールをトマトジュースで割ったカクテルである。トマトジュースによってビールの苦みが和らぎフルーティーな味わいになることで飲みやすくなる。ビールが苦手でも、レッド・アイならおいしく飲めるという人は少なくない。
カクテル名を日本語に直訳すると「赤い眼」となるが、これを「飲み過ぎた日の翌朝、二日酔いしているような血走った眼」として、これに由来する名称という説が一般的となっている。
アルコール度数は低めで、ビタミン類も豊富なことから、飲み過ぎた翌朝の「迎え酒」として適しているとされる。
カクテルのブラッディ・マリーにビールを加えたカクテルがレッド・バードであり、そのレッド・バードからウオツカを省くとレッド・アイになると表現することもできる。

## 歴史
日本においては「1988年公開のトム・クルーズ主演の映画『カクテル』に登場したことでブレークし、日本国内に広がった」と紹介されていることも多く、カクテルブック等への記載も見受けられる。しかし、映画『カクテル』の原作小説（1984年出版）に登場する「レッド・アイ」にはビール、トマトジュースに加えて生卵が加わっている。また、これに伴い「真っ赤なカクテルに沈む卵黄が目玉のように見えることからレッド・アイと呼ばれるようになった」と説明される。
1970年代後半から1980年代前半には、日本国内ではすでに、（生卵の入らない）「レッド・アイ」が街場のバーなどで飲まれており、1982年出版のカクテルブック『カクテル入門』（福西英三著、保育社）でもレッド・アイは紹介されている。阿川弘之は『南蛮阿房第2列車』(1981年)の中で、「吉行淳之介は銀座のバーでトマトジュースを飲んでいたのであるが、ノンアルコールではつまらないでしょうと、ビールとトマトジュースを4:6の比率のレシピで混合した飲み物を勧められ、月経ビールと称して飲んでいた」と記している。
アメリカ合衆国による沖縄統治時代から、沖縄ではビールとトマトジュースを用いたカクテルはポピュラーなドリンクであり、「トマト・ビア（Tomato Beer）」や「レッド・ビア（Red Beer）」と呼ばれていた。これが観光客やアメリカ軍関係者らを通じて共に日本本土に伝わり、「レッド・アイ」という名で首都圏に定着し、そこから日本国内の他の大都市へと広がっていった。
こういった事情を知らないバー業界や出版業界の関係者によって「レッド・アイはアメリカ発祥のカクテルで、本来は生卵を入れるスタイルだった」という説が広められた。Wikipediaの本項における過去の版についても、そのような記載がある。
映画『カクテル』も専門家からは酷評されており、アメリカでは生卵を食する習慣が無かったこともあって、生卵をレシピに含む『カクテル』版レッド・アイは、オーガズムやセックス・オン・ザ・ビーチと違って、アメリカ国内ではほとんど忘れ去られてしまうことになる。
このため、日本以外でのレッド・アイの認知度は皆無に近かったが、昨今ではインターネットを通じて「日本発のカクテル」として紹介する専門サイトもある。

## 名称について
上述のように日本以外では、ほとんど認知されていないレッド・アイであるが、ビールとトマトジュースを混ぜたカクテルは様々な名称で呼ばれており、以下に例示する。世界的には「レッド・ビア」の用例が多い。
アメリカ合衆国
- レッド・ビア（Red Beer）
- トマト･ビア（Tomato Beer)
- スパイシー・ビア（Spicy Beer）
- レッド・ルースター（Red Rooster）
- ブラッディ・ビア（Bloody Beer）

カナダ
- シーザー（Caesar）
- カルガリー・レッド・アイ（Calgary Red Eye）

メキシコ
- ミチェラーダ（Michelada）
- チェラーダ（Chelada）

これらのカクテルについて、レッド・ビアは1950年代から1960年代に、ミチェラーダについては1980年代に誕生したと紹介されることもあるが、根拠となる資料は明らかではなく、詳細は不明である。

## レシピの例
材料
- ビール - 1/2
ビールには日本のビールとしては一般的なピルスナーが使われることが多い。
- トマト・ジュース - 1/2

作り方
1. トマトジュースをグラスに注ぎ、次いでビールを注いで軽く混ぜる。

アレンジ
- スティック状に切ったセロリを刺し、マドラー代わりにすると共にセロリをかじる。
- カットレモンを搾って中に沈める。
- タバスコや黒コショウを加える。
- ウスターソースを加える。
- グラスの縁に塩を付けるスノースタイルにする。
- ビールを日本酒に替えると「レッド・サン」というカクテルになる。

## 製品化
2012年にアサヒビールがカゴメと共同開発し、「アサヒ レッドアイ」として商品化している。